# Пожезька діоцезія

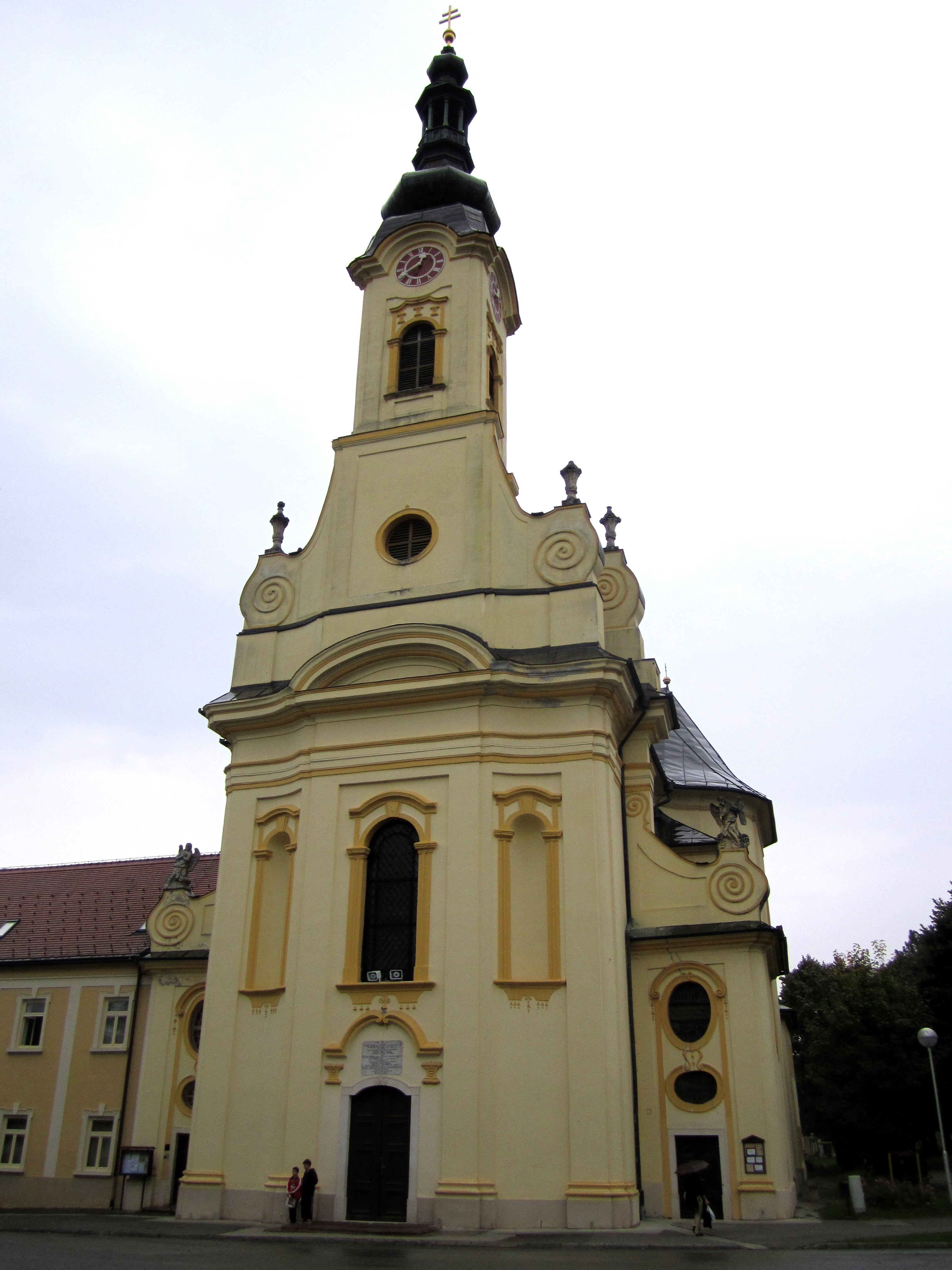
Кафедральний собор святої Терези Авільської

Пожезька діоцезія (хорв. Požeška biskupija; лат. Dioecesis Posegana) — католицька діоцезія латинського обряду в Хорватії з центром в місті Пожега. Входить до складу Джаковсько-Осієцької архідіоцезії.

## Структура
Територія діоцезії охоплює собою західну Славонію, а також частина Подравини та Посавини. Регіон сильно постраждав під час війни за незалежність Хорватії, зокрема було зруйновано велику кількість католицьких храмів. Їх відновлення триває досі. діоцезія розділена на 6 деканатів — Пожега, Нашиця, Нова Градишка, Нова Капела, Пакрац та Вировитиця.
За даними на 2004 рік в діоцезії налічувалося 286 796 вірних (90 % населення), 116 священиків і 105 парафій. Кафедральним собором діоцезії є собор святої Терези Авильської в Пожезі. З моменту створення діоцезії в 1997 році діоцезію очолює єпископ Антун Шкворчевич (хорв. Antun Škvorčević).